# Pseudo-koguryŏ
Le pseudo-koguryŏ (aussi appelé pré-koguryŏ ou vieux pseudo-koguryŏ,) est le nom donné par le linguiste Alexander Vovin à une ancienne langue hypothétique non-attestée du centre de la Corée.

## Nom
Christopher Beckwith (2004) revendique que les toponymes d'origine japonique du Samguk Sagi au centre de la Corée représentent la langue du royaume de Goguryeo, elle-même apparentée au langues japoniques dans une famille de langues japono-koguryeoïque.
Alexander Vovin (2013), qui est opposé à cette théorie, argue que lesdits toponymes représentent en fait la langue des peuples que Goguryeo a conquis, et non la langue de Goguryeo lui-même. Il nomme cette langue "pré-koguryŏ", ce qui signifie qu'il s'agit de la langue parlée avant celle de Goguryeo (Koguryŏ en romanisation McCune-Reischauer). Il considère par ailleurs que le goguryeoan est une langue coréanique, dont des inscriptions et des emprunts dans le jurchen, le mandchou et le khitan (des langues voisines) soutiennent cette hypothèse. Vovin (2017) utilise plus tard le terme "pseudo-koguryŏ" (ce qui signifie "faux" koguryŏ, idée qui représente le fait que ces toponymes ne reflètent pas la langue de Goguryeo),,,,,.

## Classification
Ainsi, selon Vovin, le pseudo-koguryŏ est une des langues japoniques péninsulaires, c'est-à-dire une langue du groupe de locuteurs japoniques qui seraient restés sur la péninsule de Corée, contrairement aux japoniques insulaires, qui se sont établis sur Kyūshū suivant la culture Yayoï,. Il s'agirait d'une langue très proche du proto-japonique.
Vovin note que les toponymes sont principalement concentrés dans la région du bassin du fleuve Hangang, appartenant précédemment à Baekje, puis annexé par Goguryeo. De plus, le pseudo-koguryŏ ressemble énormément au paekche japonique, il en conclue donc qu'une telle différenciation est peut-être artificielle.
Cette langue aurait été responsable d'un substrat en coréen.
Sean Kim suggère que les langues japoniques insulaires et péninsulaires se seraient séparées vers le VIIIe – VIIe siècle av. J.-C. Il suggère aussi que le pseudo-koguryŏ se serait différencié des autres langues japoniques péninsulaires vers le IIe – IIIe siècle. Le pseudo-koguryŏ se serait éteint, assimilé aux langues coréaniques, au VIIe siècle.

## Comparaison lexicale
Vovin (2017) compare certains glosses du pseudo-koguryŏ à plusieurs langues japoniques insulaires.
| français                 | vieux japonais                                 | proto-ryūkyū | proto-japonique insulaire | pseudo-koguryŏ |
| ------------------------ | ---------------------------------------------- | ------------ | ------------------------- | -------------- |
| trois                    | mî-tu                                          | *mi-tu       | *mi-tu                    | *mit           |
| cinq                     | itu                                            | *itu         | *itu                      | *yuci          |
| sept                     | nana                                           | *nana        | *nana                     | *nanɘn         |
| dix                      | töwo                                           | *too         | *tɘwɘ                     | *tɘk           |
| vallée                   | tani                                           | *tani        | *tani                     | *tan           |
| eau                      | mî-ndu                                         | *me-nzu      | *me                       | *mɛ            |
| poireau                  | mîra                                           | Hirara mizza | *mera                     | *mɛl           |
| lière                    | husaŋgî (en vieux japonais oriental : wosaŋgî) | *Osaŋgî      | *wosaŋgi                  | *osegam        |
| bouche                   | kuti ~ kutu-                                   | *kuti        | *kutuy                    | *kuci          |
| banc                     | pê                                             | --           | *pia                      | *piet          |
| plomb                    | namari                                         | *namari      | *namari                   | *namut         |
| profond                  | puka(-si)                                      | *puka-sa-N   | *puka                     | *pot-se        |
| entrer                   | ir-                                            | *ir- ~ *i-   | *ir-                      | *i-            |
| adjectif fini/attributif | -si                                            | --           | *-se/i                    | *-se           |